# 行銷短視
行銷短視（英語：Marketing Myopia），亦称营销近视症。是西奧多·萊維特（Theodore Levitt）1960年發表在《哈佛商業評論》，一篇描述標準石油公司案例的代表作篇名中提出的一个营销理论，指的是指企業在擬定策略時，过于迷恋自己的产品，多數組織不适当地把注意力放在产品上或技术上，而不是市場。即致力于生产优质产品，并不断精益求精，却不太关心产品在市场是否受欢迎，不关注市场需求变化，過於重視生產，就會忽略行銷。在市场营销治理中以产品作为导向，而非市場導向，缺乏市场远见，進而致使企业將市場定義過於狹隘，使得產品銷售每下愈況，企业丢失了市场，降低了竞争力。